# Giuseppe Maddaloni
Giuseppe Maddaloni (Nápoles, 10 de julho de 1976), é um judoca italiano, campeão olímpico. 
Conhecido na Itália como "Pino Maddaloni" é o campeão de Judô (categoria até 73 kg) dos Jogos Olímpicos de Verão de 2000, em Sydney, Austrália. Venceu o judoca brasileiro Tiago Camilo na última luta.